# Paecilomyces musicola
Paecilomyces musicola är en svampart som beskrevs av Matsush. 1975. Paecilomyces musicola ingår i släktet Paecilomyces och familjen Trichocomaceae.   Inga underarter finns listade i Catalogue of Life.